# Запис Димитријевића храст (Винорача)
Запис Димитријевића храст (Винорача) се налази на парцели чији је власник Васиљевић Снежана и Димитријевић Ненад.

## Локација
| Општина             | Јагодина                                              |
| Катастарска општина | Винорача                                              |
| Потес               | Лојзићи                                               |
| Координате          | 43° 58′ 05″ С; 21° 13′ 54″ И / 43.9681° С; 21.2317° И |
| Надморска висина    | 156m                                                  |

## Карактеристике
Дендрометријске вредности утврђене на терену и сателитским снимцима:
| Стабло                     | Храст |
| Висина стабла              | m     |
| Обим дебла                 | m     |
| Пречник крошње             | 22m   |
| Пречник дебла              | m     |
| Висина дебла до прве гране | m     |

## База записа
Запис је у оквиру Викимедија пројекта "Запис - Свето дрво" заведен под редним бројем 0545.